# Mélaphyre

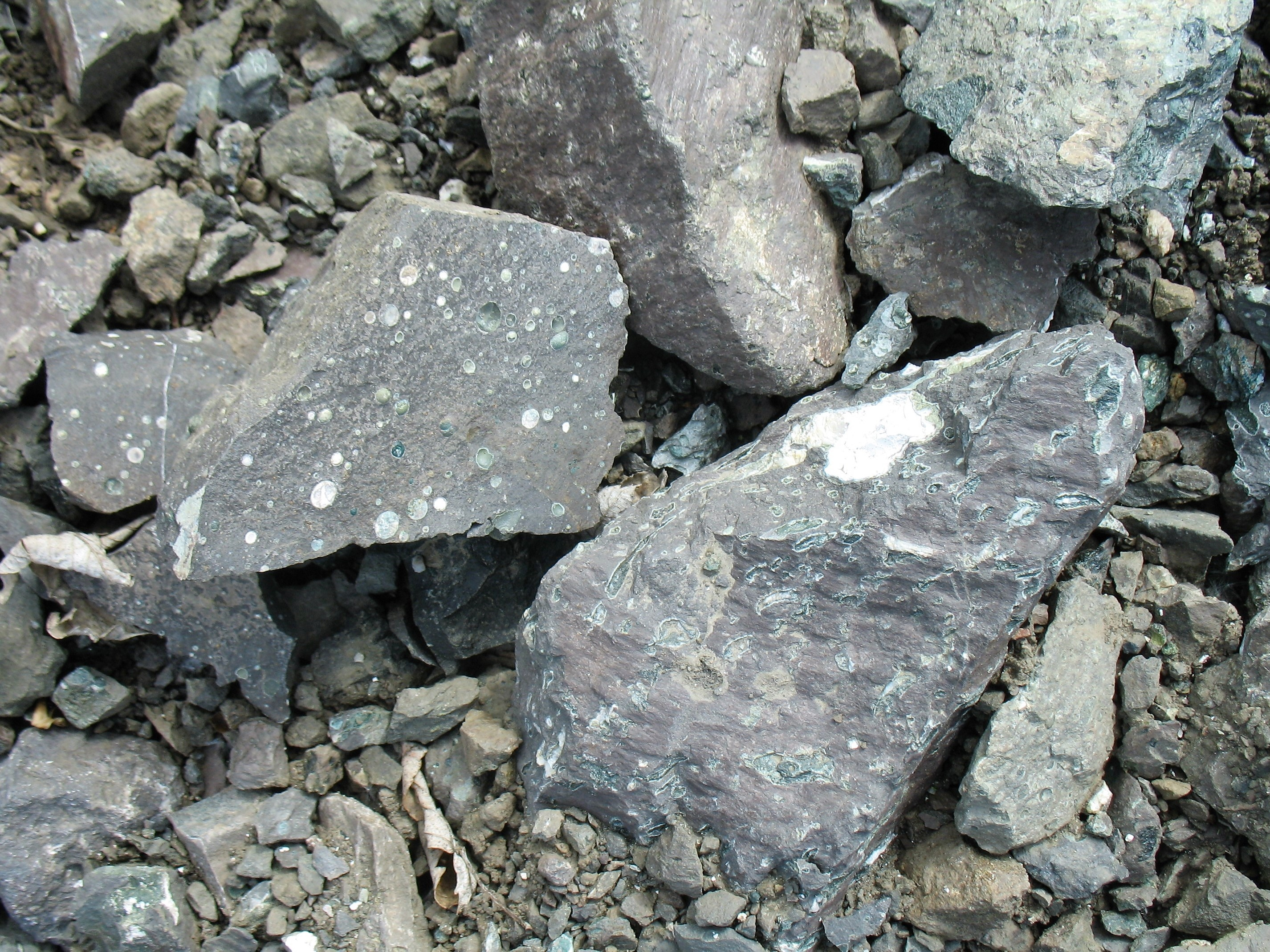
Blocs de mélaphyre dans la carrière de Bezděčín à Frýdštejn (nord de la République tchèque).

La mélaphyre est une roche magmatique paléovolcanique qui, par sa composition chimique, correspond à un gabbro.

## Description
Comme les basaltes et les andésites, les mélaphyres présentent généralement une teinte foncée, mais certaines sont néanmoins teintées de rouge par l'hématite. Elles possèdent parfois une structure porphyrique. Elles présentent souvent de grandes cavités partiellement ou totalement remplies de minéraux secondaires (« amandes » ou « amygdaloides »). La mélaphyre est aujourd'hui presque exclusivement utilisée pour la fabrication de pavés. Autrefois, les amandes du mélaphyre de la région de Nahe à Idar-Oberstein (Allemagne) étaient un important fournisseur d'agate. Ces gisements sont toutefois en grande partie épuisés.

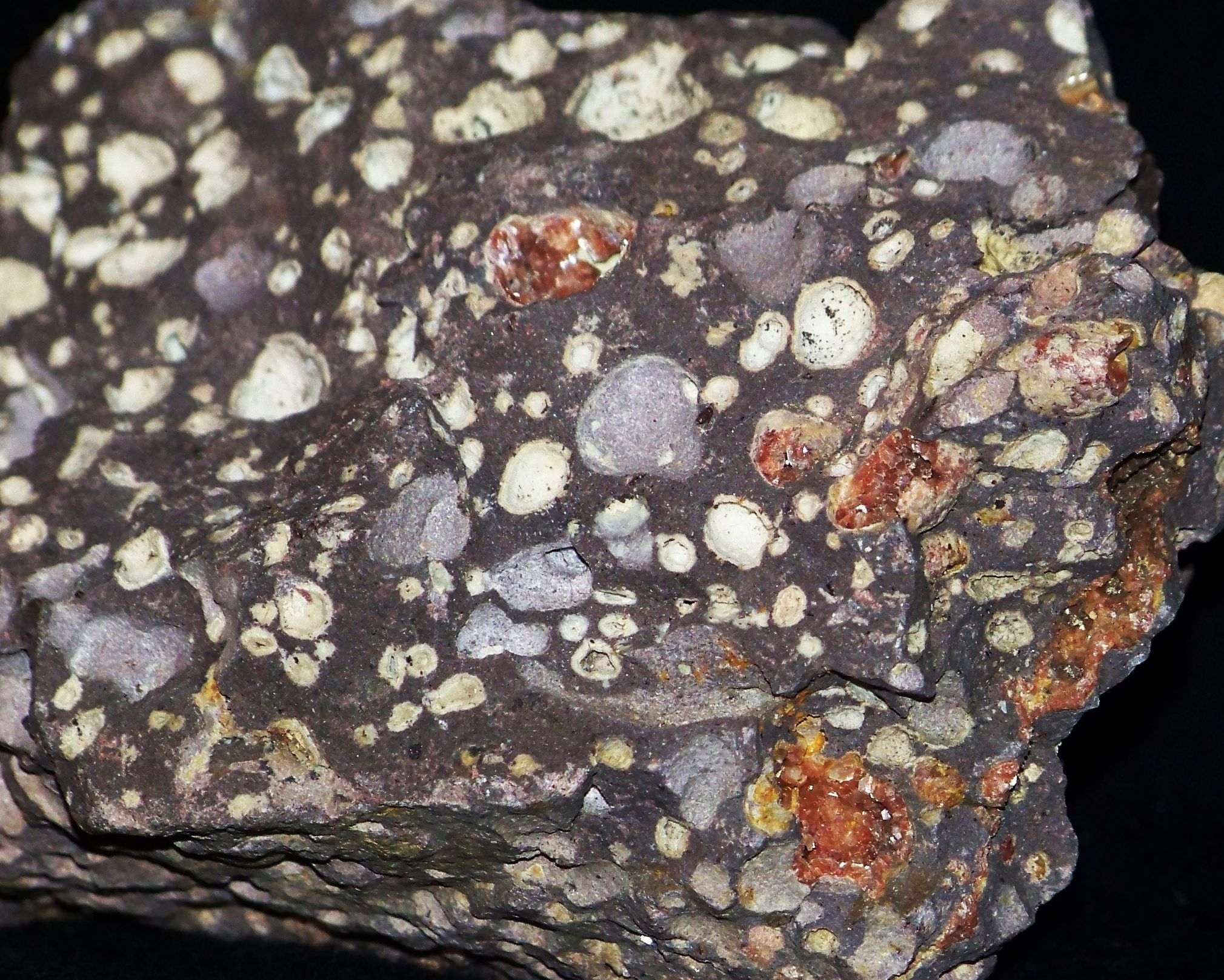
Détail d'un bloc de mélaphyre avec des inclusions de saponite (blanchâtres) et d'heulandite (rougeâtres).

## Nom
Le nom mélaphyre vient du grec µέλας (mélas) signifiant « sombre » et φύρω (phìro) signifiant « mêlé, mélangé ».
Le terme mélaphyre, appliqué aux roches paléovolcaniques, se limite cependant en français à la désignation actuelle de basaltes d'âge permien. Cependant, dans l'usage international, le terme mélaphyre est également appliqué à des basaltes d'âge non permien. Toutefois, de nos jours, le terme mélaphyre n'est plus utilisé que dans la combinaison mélaphyre-amande, sinon ce terme n'est pratiquement plus utilisé.